# Île San Félix
Pour les articles homonymes, voir San Félix.
L'île San Félix est une île chilienne située dans l'océan Pacifique, Elle fait partie des îles Desventuradas. Elle appartient à la commune de Valparaíso (province de Valparaíso). Elle a une superficie de 1,4 km2. Elle se situe à 894 km des côtes de la commune de Freirina, sur le continent.
En raison de leur isolement, de l'absence de source d'eau douce et des difficultés d'accès, il n'y a aucun habitant permanent aux îles Desventuradas. Seule l'île San Félix abrite un phare et une base de la marine chilienne.